# Mariano Puch
Mariano Damián Puch (Francisco Álvarez, Provincia de Buenos Aires, Argentina; 13 de agosto de 1990) es un futbolista argentino. Juega de mediocampista y su equipo actual es Villa Dalmime que disputa la B Metropolitana

## Trayectoria

### Flandria, Fénix y Atlanta
El centrocampista Mariano Puch formó parte del plantel profesional del Club Social y Deportivo Flandria en 2011. Disputó 2 partidos y no convirtió goles. Se mantuvo solo seis meses debido a que prefirió buscar suerte en categorías menores del fútbol argentino.[cita requerida]
El Club Atlético Fénix, por ese entonces en la última categoría de Argentina, se hizo con los servicios del jugador. Allí ascendió hasta la tercera división del fútbol argentino y fue donde alcanzó sus mejores rendimientos. Disputó 85 partidos y convirtió 11 goles en su estadía en Fénix.[cita requerida]
Clubes con gran historia en el país quisieron contratarlo, y emigró a mediados de 2014 al Club Atlético Atlanta. Firmó contrato hasta diciembre de 2015 y disputó 19 partidos sin convertir goles en su primer y único semestre en el "Bohemio".[cita requerida]

### Nueva Chicago y Gimnasia de Mendoza
Firmó en enero de 2015 contrato con el Club Atlético Nueva Chicago de la Primera División de Argentina por un año. Atlanta recibió un resarcimiento económico debido a que el jugador tenía contrato vigente con la institución. Este fue el salto de calidad que dio el jugador para pasar al Fútbol Grande de Argentina. Debutó el 16 de febrero en la derrota 3 a 1 frente a Belgrano de Córdoba por la primera fecha del campeonato e ingresando por Lucas Acevedo. Disputó 22 partidos durante toda la temporada siendo una buena pieza de recambio. Terminó renovando su contrato con la institución pese a que su equipo descendiera a la Primera B Nacional.[cita requerida]
En enero de 2016, fichó por Gimnasia y Esgrima de Mendoza para disputar el Torneo Federal A 2016. Rescindió su contrato antes de finalizar el torneo, y se entrenó hasta que abriera el mercado de pases con su exequipo Nueva Chicago.

### Atlético de Rafaela
Cuando parecía que firmaría contrato con Nueva Chicago para jugar en la Primera B Nacional, fichó para la Asociación Mutual Social y Deportiva Atlético de Rafaela de la Primera División de Argentina.

### Los Andes
El 29 de diciembre ficha para jugar en Los Andes para disputar el Campeonato De la B Nacional 2016/2017.

## Clubes y estadísticas
| Flandria Argentina                   | 3.ª           | 2010-11       | 2   | 0  | - | - | 2   | 0  | 0,00 |
| Flandria Argentina                   | Total club    | Total club    | 2   | 0  | - | - | 2   | 0  | 0,00 |
| Fénix Argentina                      | 5.ª           | 2011-12       | 22  | 3  | 1 | 0 | 23  | 3  | 0,13 |
| Fénix Argentina                      | 4.ª           | 2012-13       | 24  | 2  | - | - | 24  | 2  | 0,08 |
| Fénix Argentina                      | 4.ª           | 2013-14       | 37  | 6  | 2 | 0 | 39  | 6  | 0,15 |
| Fénix Argentina                      | Total club    | Total club    | 83  | 11 | 3 | 0 | 86  | 11 | 0,13 |
| Atlanta Argentina                    | 3.ª           | 2014          | 19  | 0  | - | - | 19  | 0  | 0,00 |
| Atlanta Argentina                    | Total club    | Total club    | 19  | 0  | - | - | 19  | 0  | 0,00 |
| Nueva Chicago Argentina              | 1.ª           | 2015          | 22  | 0  | - | - | 22  | 0  | 0,00 |
| Nueva Chicago Argentina              | Total club    | Total club    | 22  | 0  | - | - | 22  | 0  | 0,00 |
| Gimnasia (M) Argentina               | 3.ª           | 2016          | 6   | 0  | - | - | 6   | 0  | 0,00 |
| Gimnasia (M) Argentina               | Total club    | Total club    | 6   | 0  | - | - | 6   | 0  | 0,00 |
| Atlético de Rafaela Argentina        | 1.ª           | 2016-17       | 0   | 0  | 0 | 0 | 0   | 0  | 0,00 |
| Atlético de Rafaela Argentina        | Total club    | Total club    | 0   | 0  | 0 | 0 | 0   | 0  | 0,00 |
| Total carrera                        | Total carrera | Total carrera | 132 | 11 | 3 | 0 | 135 | 11 | 0,08 |
| (1) Incluye datos de Copa Argentina. |               |               |     |    |   |   |     |    |      |

## Palmarés

### Campeonatos nacionales
| Título                  | Club  | Sede      | Año     |
| ----------------------- | ----- | --------- | ------- |
| Campeonato de Primera D | Fénix | Ituzaingó | 2011/12 |

### Otros logros
| Ascenso         | Club  | Sede         | Año  |
| --------------- | ----- | ------------ | ---- |
| Torneo Reducido | Fénix | Buenos Aires | 2013 |